# Katastrofa lotu Canadian Pacific Air Lines 402
Katastrofa lotu Canadian Pacific Air Lines 402 – katastrofa lotnicza samolotu Douglas DC-8-43, należącego do linii Canadian Pacific Air Lines, do której doszło 4 marca 1966 roku w Tokio w Japonii. W jej wyniku zginęły 64 osoby (54 pasażerów i 10 członków załogi) z 72 na pokładzie, a 7 osób zostało rannych.

## Wypadek
Z powodu złej pogody wprowadzono strefę oczekiwania. Lot 402 oczekiwał na lądowanie przez 38 minut. Kiedy warunki atmosferyczne poprawiły się, a widoczność wzrosła do 700 m, kontroler zezwolił na podejście, ale załoga je anulowała, gdy widoczność ponownie spadła. O 19:58 pilot poprosił kontrolę ruchu lotniczego, o zmianę kursu na lotnisko Tajpej-Songshan na Tajwanie. O 20:05, gdy samolot znajdował się na wysokości 11500 stóp, pilot został poinformowany, że widoczność na lotnisku wzrosła do 900 m i zdecydował się na kolejne podejście. W odległości 1,6 km od przyziemienia, samolot znajdował się 20 stóp (6 m) poniżej ścieżki podejścia i otrzymał polecenie, aby chwilowo wyrównać. Samolot kontynuował jednak zniżanie i uderzył w światło podejścia nr 14, 850 m od progu pasa startowego. Następnie samolot uderzył w kilka innych świateł podejścia, rozbił się o mur oporowy i zapalił.

## Dochodzenie
Zespół śledczych stwierdził, że przyczyną był błąd pilota, przyznając jednocześnie, że słaba widoczność mogła spowodować złudzenie optyczne, które zdezorientowało pilota. Prawdopodobną przyczyną było to, że „pilot źle ocenił podejście do lądowania w niezwykle trudnych warunkach pogodowych”. 

## Seria katastrof
Ten wypadek był jedną z pięciu śmiertelnych katastrof lotniczych w Japonii w 1966 roku, w których łącznie zginęło 376 osób, a 7 zostało rannych.
- 4 lutego 1966 - katastrofa lotu All Nippon Airways 60, zginęły 133 osoby[3];
- 4 marca 1966 - katastrofa lotu Canadian Pacific Air Lines 402, zginęły 64 osoby, 7 zostało rannych[1];
- 5 marca 1966 - katastrofa lotu BOAC 911, zginęły 124 osoby[4];
- 26 sierpnia 1966 - katastrofa samolotu Convair 880, zginęło 5 osób[5].
- 13 listopada 1966 - katastrofa lotu All Nippon Airways 553, zginęło 50 osób[6].

Łączny wpływ pięciu wypadków zachwiał zaufaniem społeczeństwa do lotnictwa komercyjnego w Japonii, co spowodowało ograniczenie lotów krajowych, ze względu na zmniejszony popyt.